# Nereis radiata
Nereis radiata är en ringmaskart som beskrevs av Viviani in Grube 1850. Nereis radiata ingår i släktet Nereis och familjen Nereididae. Inga underarter finns listade i Catalogue of Life.